# Aspects du gothique dans Frankenstein
Vous lisez un « bon article » labellisé en 2013.

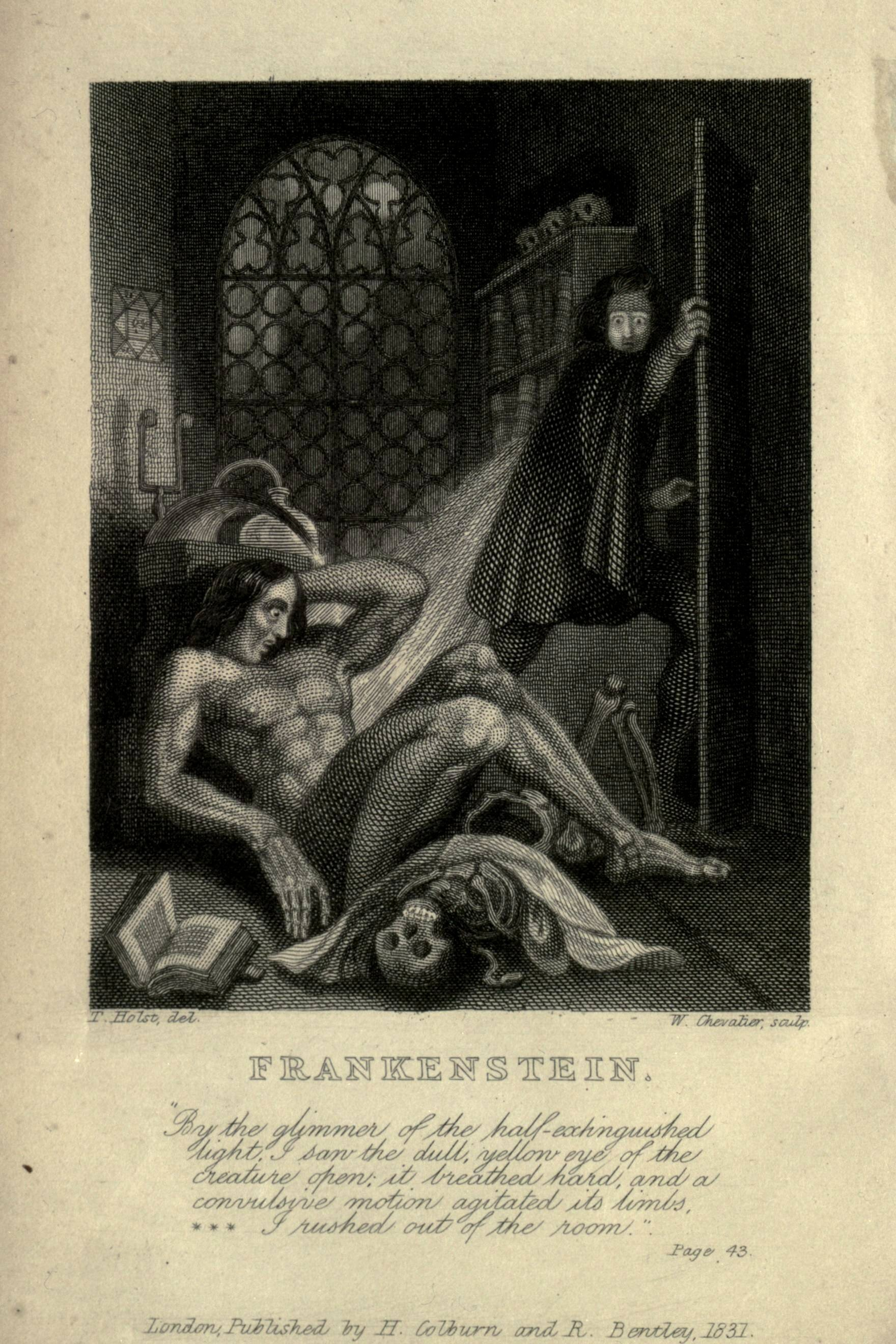
Frontispice de l'édition de 1831.

Lorsque Frankenstein de Mary Shelley a été publié en 1818, le roman s'est d'emblée trouvé catalogué gothique et, de plus, à quelques exceptions près, promu au rang de chef-d'œuvre.
La vague gothique avait pris naissance avec The Castle of Otranto de Horace Walpole (1764), puis Vathek de l'aristocrate William Beckford (1787), pour trouver un sommet avec les ouvrages de Mrs Radcliffe (1791-1797). Après avoir connu quelques sursauts avec Le Moine de Lewis (1796), elle était depuis très nettement sur le déclin. Après elle, le roman est passé à autre chose, est devenu historique avec Walter Scott, plus tard réellement romantique avec les sœurs Brontë. Le gothique persiste cependant au sein du roman victorien, en particulier chez Wilkie Collins et Charles Dickens, mais seulement à l'état de relents.
Avant 1818, en effet, ou au moment de la composition de Frankenstein, le genre passait pour de mauvais goût, voire pour franchement risible. En conformité avec les mises en garde d'Edmund Burke, on avait, semblait-il, franchi la limite entre le fantastique et le ridicule. Ainsi, Coleridge, familier des Godwin, donc de Mary Shelley, écrivait dès 1797, à propos de Le Moine de M. G. Lewis, que « l'horrible et le surnaturel […], de puissants stimulants, ne sont jamais requis, à moins que ce ne soit pour la torpeur d'un appétit assoupi ou épuisé ». Il fustigeait les « ennemis lassants, les personnages sans consistance, les cris, meurtres, donjons souterrains, […] l'imagination et la pensée à bout de souffle, […] un goût vulgaire et bas ». Dans Northanger Abbey, Jane Austen, en 1817, faisait donner une leçon de bon sens à Catherine Morland par Henry Tilney : « Souvenez-vous que nous sommes anglais, que nous sommes chrétiens. Faites appel à votre compréhension, votre appréciation de la vraisemblance, votre sens de l'observation […] votre éducation vous prépare-t-elle à semblables atrocités ? ». Autrement dit, la critique faisait sienne le Incredulus odi auquel conduisait une surdose de merveilleux, dont la nature même, comme le précisait Walter Scott en 1818, est d'être « facilement épuisé » (easily exhausted).
Le succès immédiat, et jamais démenti, de Frankenstein reposait donc sur des fondations différentes de celles de ses prédécesseurs, sinon dans leur aspect, du moins dans leur essence. Le roman substitue l'horreur à la terreur, se déleste de tout merveilleux, privilégie l'intériorisation et s'ancre dans la rationalité, au point que son gothique en devient presque réaliste et a valeur de révélation.

## Le roman gothique
La grande vague gothique, qui s'étend de 1764 avec Le Château d'Otrante de Horace Walpole jusqu'à environ 1818-1820, met en scène des fantômes, des châteaux et des personnages terrifiants ; le satanisme et le surnaturel y sont des sujets de prédilection ; ainsi, Ann Radcliffe présente des jeunes filles sensibles et persécutées, qui évoluent dans un univers effrayant où des portes secrètes ouvrent sur des visions d'épouvante, thèmes encore plus clairement abordés par M. G. Lewis à vingt ans. L'ardeur juvénile et le satanisme de son roman donnent au genre le modèle extrême qu'il recherche. Après ces excès de terreur, le genre ne pouvait que lentement décliner, et Frankenstein, par son originalité, lui a porté un coup décisif.

## Terreur et horreur
Lorsque Edmund Burke s'intéresse à la notion de « sublime », il décrit les sentiments inspirés au spectateur ou au lecteur en termes de « terreur » ou d' « horreur », mais, semble-t-il, sans faire de grande différence entre l'une et l'autre, encore que le mot « terreur » soit le plus employé.

### Substitution de l'horreur à la terreur dansFrankenstein
Max Duperray explique que le choix du terme « horreur » a servi à distinguer une école plus tardive à l'intérieur du courant gothique, mouvance dans laquelle s'inscrit en partie Frankenstein : « […] alors que les premiers romans séparent bien et mal d'une barrière insurmontable, écrit-il, les seconds ouvrent l'ère de l'ambiguïté morale, impliquant davantage le lecteur dans les arcanes des personnalités transgressives de leur héros-scélérats ».
La première grande vague gothique fondait ses effets sur ce qu'il était plutôt convenu d'appeler « terreur », le sentiment recherché étant la « peur » ou la « frayeur » (fear), d'où la mise en œuvre de procédés bien connus, que Max Duperray appelle « une machinerie à faire peur ». Il en existe encore de nombreux relents  dans Frankenstein : Victor travaille dans un laboratoire secret plongé dans l'obscurité ; sa maison quelque peu reculée est striée de corridors en labyrinthe ; il pénètre, sans les décrire, dans des caveaux interdits, il entre par effraction dans des cimetières bientôt profanés ; les montagnes gravies sont trouées de grottes sinistres, les espaces glacés s'allongent à l'infini, terres et océans se bousculent en chaos, etc.

### L'affranchissement du merveilleux gothique

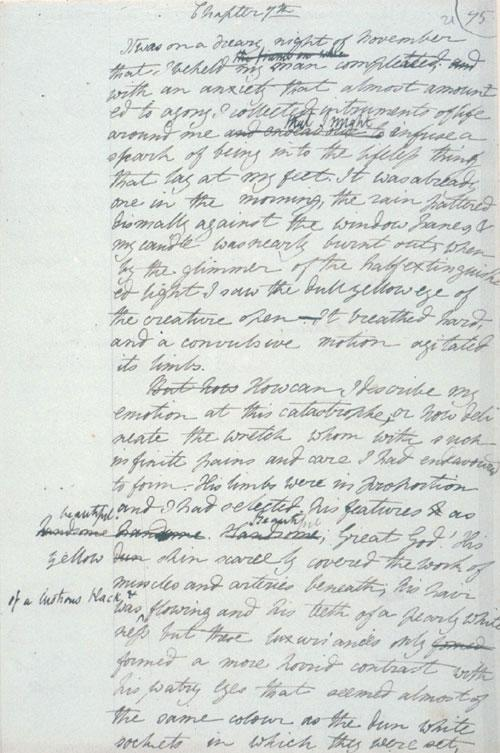
Brouillon de Frankenstein.

Pourtant, à part une brève et infructueuse incursion du très jeune homme dans l'ésotérisme, rien ne rappelle le surnaturel, le fantomatique. Il y a des apparitions, mais ce sont celles du monstre qui surgit alors qu'on ne l'attend plus, suivant sans grande vraisemblance son créateur pas à pas, expert en dissimulation et excellent metteur en scène de ses propres manifestations. Le lecteur est transporté loin de son environnement familier, par l'exotisme, pour le XIXe siècle, de la Suisse, de la Bavière, de l'Autriche, etc. Mais, s'il est dépaysé, c'est par autre chose que le merveilleux gothique traditionnel. Les seules manifestations qui, de près ou de loin, peuvent rappeler une puissance extra-humaine, sont celles de la nature, l'orage, l'éclair. D'ailleurs, Victor Frankenstein prend bien soin de préciser que son éducation l'a débarrassé de tout préjugé, que le surnaturel ne présente aucun attrait pour lui, bref que son savoir et ses dispositions naturelles le conduisent sur le chemin éclairé du rationalisme.
Mary Shelley, au moins dans un premier temps, semble donc substituer l'horreur à la terreur. L'horreur est fondée sur la répulsion, et il est connu que, toute jeune, Mary se sentait attirée par le macabre,. C'est la mort, ses manifestations et ses attributs, qui occupent le devant de la scène : ainsi, ce qui, dans le gothique précédent, était voûte devient caveau mortuaire, ce qui était oubliette se fait fosse commune et charnier, ce qui était plateau de torture se transforme en table de dissection, ce qui était vêtements déchirés est métamorphosé en lambeaux de chair. Le château médiéval a disparu ; à sa place, un bureau isolé dans une ville inconnue, au moins du lecteur anglais, puis un laboratoire immonde dans une île septentrionale quasi déserte.

### L'horreur physique du paraître
De plus, l'horreur s'anime en la personne du monstre qui, même s'il est vivant, n'a rien perdu des caractéristiques cadavériques, et c'est cette description complaisamment appuyée de son aspect physique qui est l'un des ressorts de l'action puisqu'il provoque le rejet social, donc la vengeance, le retournement de la situation, etc. L'horreur des yeux, paupières, joues, lèvres, couleurs, momification, corps ouvert, organes fonctionnels mais gangrénés et infestés de pourriture morbide, est encore accentuée par la confection, restée inachevée, d'une créature femelle : bien que cela ne soit pas dit explicitement, le texte laisse entendre que c'est précisément au moment où les organes génitaux de la femme doivent être placés que la rage de Victor le conduit à lacérer, déchirer, détruire, redonner au chaos les lambeaux assemblés. On retrouve là la symbolique du rêve où le baiser d'amour se métamorphose en incestueuse étreinte fatale, où le désir est porteur de mort.
L'œuvre de Frankenstein lâche dans le monde des hommes une créature de hideur gigantesque, broussailleuse, cadavérique, et elle s'arrête alors qu'elle n'était pas loin de trouver son accomplissement dans la possibilité d'une lignée monstrueuse. C'est le paraître et lui seul qui suscite l'horreur, puisque le monstre possède les qualités intellectuelles, émotives et sentimentales de l'homme non corrompu. La société fonde une bonne part de ses réactions, et le comportement de la communauté humaine repose essentiellement sur l'aspect des choses, équilibre fragile rivé au regard de l'un sur l'autre et de l'autre sur l'un. L'aliénation, soit le fait de se sentir différent, est au cœur du gothique de Mary Shelley.
Lors de la mise en œuvre du projet de Victor, l'horreur se pare de l'alibi scientifique. Mary Shelley insère l'acte de création dans un contexte expérimental, nommant les disciplines pratiquées, la physique et la chimie, les sciences naturelles. Alibi sincère, elle a toujours évolué avec ses parents, son compagnon, ses amis, dans une mouvance rationaliste. D'ailleurs, Victor est présenté comme un chercheur acharné, obstiné, dont l'activité intellectuelle est bien compartimentée : rien d'autre ne l'intéresse, la culture littéraire et artistique, les sciences dites morales étant laissées à Clerval.

### Retour à la terreur, mais intériorisée
Une fois l'acte de création accompli, l'aspect gothique du roman quitte la scène du monde extérieur, à l'exception de quelques apparitions du monstre et la répétition du chapitre V lors de la confection bis de la créature femelle, pour se confiner aux arcanes du psychisme : cette exploration s'attarde essentiellement sur Victor, mais elle prend aussi en compte l'analyse du monstre par lui-même, dans la section centrale consacrée à son apologie et à la fin, lors de la rencontre ultime avec Walton auprès du cadavre de Frankenstein.
L'abject ou le sublime émanent, comme le note Saint-Girons dans son avant-propos sur l'œuvre de Burke, d'états d'âme le plus souvent soumis à une épuisante angoisse existentielle, liée à l'isolement, au sentiment de culpabilité et aussi aux manifestations de l'inconscient. Le ressort dramatique oscille alors entre la terreur et la pitié (φόβος καὶ ἔλεος), ce gothique de l'âme revenant bien aux sources premières du mouvement littéraire du même nom, la terreur, mais une terreur intériorisée : chaque personnage se réfugie dans la confession, orale ou écrite (épistolaire ou narrative), voire, avec Walton, dans une correspondance vecteur de toute l'histoire.
Le lecteur est alors invité à partager les tourments psychologiques qui l'assaillent, sa sympathie ou son antipathie se trouvent sollicitées, et s'établit une sorte de relation amour-haine entre personnage et public. Ce sentiment se fonde sur l'ambiguïté, la tension, qu'accentue encore la déformation (amplification, radicalisation, etc.) qu'inflige à chacun la structure narrative en un récit uniquement composé de faits de mémoire superposés.

### La quête de l'homme moderne
Il s'agit là d'une avancée du gothique qui, désormais, se confond avec la quête de l'homme moderne à la recherche de son identité. Il y a là un confluent avec le romantisme, dont jusqu'alors le gothique n'était qu'un affluent annonciateur. La terreur infligée, pour son plaisir, au lecteur, est celle d'un rendez-vous avec un être en un univers relevant du genre aujourd'hui appelé la science-fiction, où le possible devient réalité et l'impossible simplement possible. Comme l'écrivait Brian Wilson Aldriss en 1973 dans Billion Year Spree, « la science-fiction est la quête de la définition d'un homme et de son statut dans l'univers » ; à cela faudrait-il ajouter la quête de son intégrité.

## Imagination et raison
Les changements scientifiques, l'acte créateur de Victor Frankenstein, relèvent de l'imagination, cette faculté de l'artiste romantique qui s'est libéré du carcan des règles de composition, d'écriture, du langage poétique, de bienséance. Dans le cas précis du roman, l'imagination créatrice s'est alliée à la raison pour parvenir au bout de son ambition. Il s'agit de la raison logique, celles des mathématiques, des sciences physiques. L'étincelle alchimiste n'existe plus qu'en tant qu'enthousiasme ; la recherche chimérique s'est muée en une quête méthodique fondée sur la raison pure de Kant. L'extraordinaire est affaire d'ordre : Victor ajoute les parties de cadavres à d'autres parties, les parties essentielles seulement, puisque, matériellement, l'œuvre reste incomplète ; il y manque des plaques entière de peau, l'aspect esthétique a été négligé, voire ignoré. Les greffes successives d'éléments disparates constituent un ensemble biologiquement viable, mais socialement inadéquat, au point que son créateur est le premier à l'ostraciser. En fait, cette démarche logiquement raisonnable au service de l'imagination s'avère un véritable arrêt de mort.

### Une raison raisonnante sans imagination

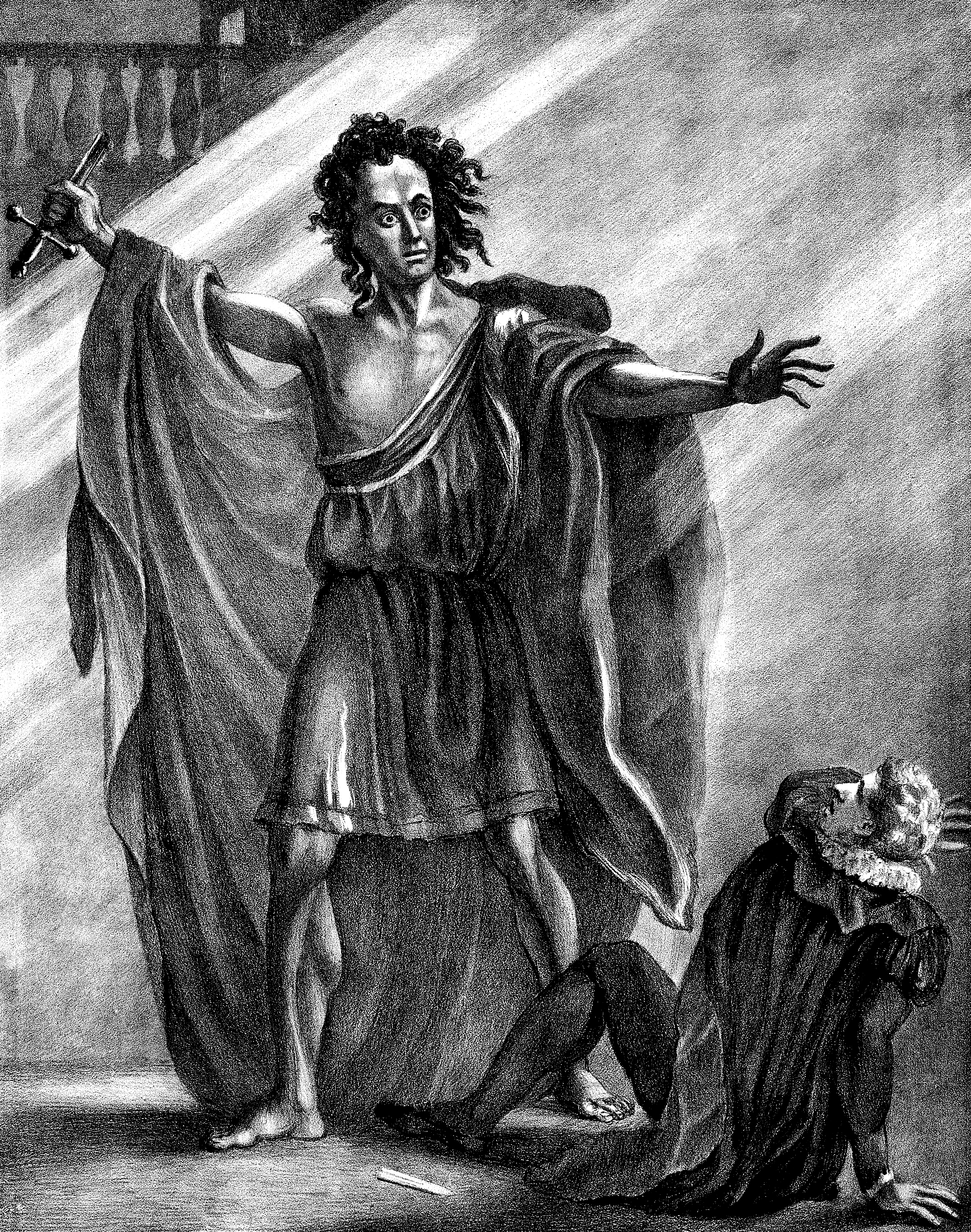
Frankenstein par T.P. Cooke, ca 1823.

Cette raison raisonnante a manqué d'imagination. La raison pure au service d'une ambition, si originale fût-elle, dès lors qu'elle confère un pouvoir (et ici se retrouve le power évoqué par Edmund Burke) doit être associée à la raison pratique, et c'est bien là l'originalité majeure du roman, même dans sa composante gothique : l'imagination seule n'a pas tous les droits, même lorsqu'elle s'appuie sur une démarche logiquement raisonnable. La terreur qui peut saisir le lecteur est celle d'une absence de morale, morale de la responsabilité personnelle (Victor est une sorte de père qui abandonne son enfant), de la responsabilité sociale (il lâche au cœur même de la ville un être dont il connaît la force et dont il ignore tout des pulsions), morale aussi transcendantale, commandement non révélé mais catégorique. C'est parce qu'elle a été négligée, est restée lettre morte, parce que la fin n'avait pas de finalité que le rêve tourne au cauchemar, le conte de fée à l'épouvante. La personnalité transgressive du héros devient scélérate : le lecteur est placé dans un monde dont l'équilibre est rompu, qui s'écroule et s'auto-détruit ; les institutions judiciaires explosent : on exécute l'innocente, on arrête un faux coupable ; la république même est menacée puisque ses responsables, les syndics de la ville de Genève, se trouvent déstabilisés, puis anéantis. Même la nature semble s'indigner et signifier son courroux : les pics se font menaçants, la glace devient chaotique et frêle, les bateaux sont saisis puis dérivent (à l'image des êtres), la paisible vallée rhénane s'ouvre sur le lunaire, la planète s'est faite hostile, comme sujette à des sortilèges maléfiques.

### Un gothique représentant le mal
Le gothique de Frankenstein devient une représentation du mal habitant l'esprit humain. Le roman entraîne le lecteur dans l'enfer d'une âme qui l'a côtoyé et servi, malgré les bonnes intentions qui en pavaient le chemin. La machinerie à faire peur s'acharne sur le tréfonds de l'être et touche alors au mythe. La terreur devient ontologique : lire Frankenstein, c'est assister de visu à l'union de la sexualité et de la mort, du baptême à la sépulture ; le frisson ressenti est celui d'une prise de conscience de la condition humaine ; le sublime atteint non plus les hauteurs alpestres, mais les intimes profondeurs du Moi. Les nécropoles, les charniers, les ateliers de cette création infâme sont en chacun de nous, les recoins de notre propre demeure se trouvant exposés. Point n'est besoin à la veine gothique d'aller chercher des spectres improbables. Même « nous », les Anglais, les chrétiens dont parle Henry Tilney, découvrons, mis à nu comme les organes à demi recouverts du monstre, les lambeaux gangrenés de notre être.

### Un démon appelé amour
Le démon qui tourmente Victor semble être l'amour, mais avec lui la carte de tendre se fait macabre, la plaine du désir se trouvant jonchée de cadavres, et cela dès le rêve séminal du baiser de mort. Ce rêve répond bien au schéma du cauchemar gothique, avec ses métamorphoses successives, en fait des anamorphoses, et en fin de parcours, son cadavre maternel, rongé par les vers. Il est aussi l'expression proleptique de la fatalité interne dont le héros est la victime. Interdite d'expression, la sexualité apparaît dans l'obscurité d'un récit parsemé d'indices, de signes et de symboles. La terreur, c'est alors celle qu'éprouve Victor pour sa propre vie amoureuse ; l'horreur, c'est aussi celle que lui inspire le dégoût d'un accomplissement de couple.
La création du monstre contient en elle-même la destruction d'Elizabeth : sa fabrication, puis sa mise en vie étaient le fait d'un homme solitaire, sans femme. En tuant la jeune épousée, le monstre réalise le secret désir de son créateur, celui de demeurer un père vierge. Il y a là une sorte d'immaculée conception au masculin, aberration de l'Éros qui se mue en Thanatos : « la teinte de la mort » (the hue of death) qui s'attarde sur les lèvres d'Elizabeth est identique à la pâleur mortelle habitant le visage du monstre. Peur du sexe ou simplement recul devant un désir incestueux, le désir est satisfait par procuration : c'est le monstre, double négatif de Victor, partie inavouable de son Ego, qui accomplit la besogne. En fait, la conception était bel et bien maculée.

## Imaginaire et réalité

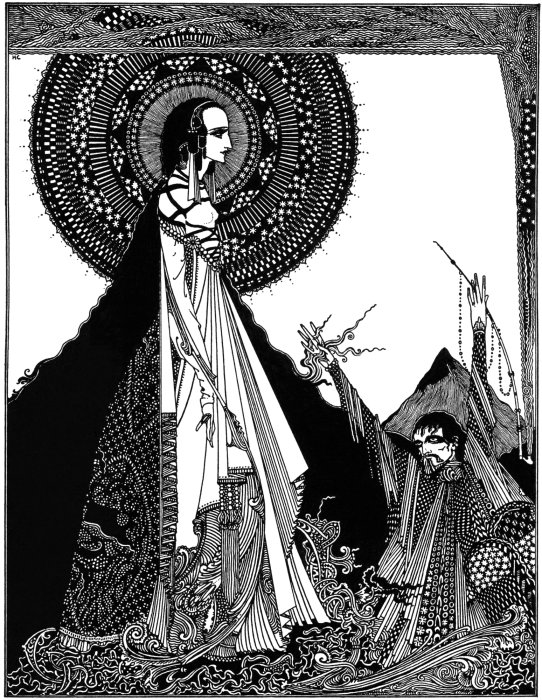
Illustration de Ligeia par Harry Clarke en 1919.

Frankenstein naturalise le surnaturel gothique : l'imaginaire inavouable et informulable devient réalité, le fantasme (ou le phantasme), occupant l'entière sphère du réel, la névrose étant devenue la réalité même du roman.
À ce titre, Frankenstein s'apparente à certaines œuvres de Rétif de la Bretonne (1734-1806) ou de Gérard de Nerval (1808-1855) et préfigure La Peau de chagrin de Balzac (1831), Ligeia (1838) d'Edgar Poe, ou encore Le Portrait de Dorian Gray d'Oscar Wilde (1890). Frankenstein porte le genre à son apogée, mais annonce sa mort par sa trajectoire trop tranquille : il aura été sécularisé, débarrassé du miracle ; son fantastique s'explique et, surtout, est reconnu comme partie constituante de l'homme ; le lecteur est enserré dans un cadre de rationalité.

### Une dénonciation masquée du gothique
Frankenstein n'utilise les conventions et le discours du gothique que pour mieux le dénoncer. Comme le montre Max Duperray, le cadre du roman est, en fait, un « cadre bourgeois rationaliste ».
Les personnages sont des notables souvent enrichis, toujours raffinés et épris de bonnes manières, s'adonnant aux délices d'un tourisme culturel, peu enclins à la divagation, regrettant les choix peu orthodoxes des études de Clerval, trop porté sur l'orientalisme. De même, le monstre est attiré par les belles-lettres et la musique. Pour lui, les livres sont l'expression même de la vérité : il lit Le Paradis perdu « comme si c'était une histoire vraie ». Ces esprits éclairés, croyant au progrès humain, individuel et social, sont « inspirés, comme l'écrit Robert Walton, par un vent de promesse ». Bien qu'ils soient convaincus que la nature est belle et bonne, nul d'entre eux ne se trouve fasciné par l'ignorance et la primarité. Au contraire, Victor se démarque et s'éloigne des simples habitants des îles Orkney, et le monstre préfère imiter les de Lacey dans leur « simple mais joli cottage » plutôt que le fruste berger dont il avale le repas dans la primitive cabane. Le réduit où il se cache est bien identifié par lui comme un « bouge » (a hovel) jouxtant la porcherie, dont il entend s'échapper le plus rapidement possible.

### L'ordre bourgeois privilégié
C'est bien, en effet, la vertu domestique que ce roman gothique semble privilégier. Le pacte qu'il scelle n'est pas avec le diable, comme l'a fait Faust, mais avec l'ordre bourgeois, ordre dans lequel l'excès devient suspect, la hâte nocive, la frénésie répréhensible. L'éloquence de Frankenstein est quelque peu minée par l'ironie latente de l'auteur : ses élans lyriques sont aux marges du comique, l'héroïsme atteint presque les sommets du ridicule. On a l'impression que ce passage à peine marqué au ludicrous (« ridicule grotesque ») est comme la punition littéraire que Mary Shelley inflige à son personnage. Le monde de Victor est bien « sens dessus dessous », comme disait Gabriel Marcel : le rêve y devient l'existence réelle et, après la mort d'Elizabeth, c'est uniquement pendant le sommeil que se goûte la joie. L'auteur semble mettre son lecteur en garde contre la tromperie des apparences ; les agissements du monstre deviennent alors une véritable leçon par l'exemple, leçon a contrario des conséquences d'un acte irréfléchi, perturbateur, transgressif.
Frankestein met son gothique au service de la loi.

### Un gothique paradoxalement réaliste
Le roman, situé sous le signe de l'ambiguïté et de la tension, est donc paradoxal, tout comme est paradoxal un genre ayant atteint les limites de ses possibilités expressives et qui, avec Frankenstein, bascule dans l'au-delà romantique. Au fond, dans la mesure où, malgré ses exagérations, sa linéarité, son manque total de vraisemblance, son substrat théorique, ses références littéraires, cet ouvrage découpe dans le réel humain une signification, il comporte une dose de réalisme. Comme l'écrivait Bergson, « Le réalisme est dans l'œuvre quand l'idéalisme est dans l'âme et […] c'est à force d'idéalité seulement qu'on reprend contact avec la réalité ». Ici, le gothique a donc valeur de révélation.